# Червара-ди-Рома
Червара-ди-Рома (итал. Cervara di Roma) — коммуна в Италии, располагается в регионе Лацио, в провинции Рим.
Население составляет 477 человек (2008 г.), плотность населения составляет 15 чел./км². Занимает площадь 32 км². Почтовый индекс — 20. Телефонный код — 0774.
Покровителями коммуны почитаются святой Феликс и святая Праведная Елисавета, празднование 2 июля.

## Демография
Динамика населения:

## Администрация коммуны
- Официальный сайт: http://www.comune.cervaradiroma.rm.it/